# Sinseong-dong
Sinseong-dong (koreanska: 신성동) är en stadsdel i staden  Daejeon, i den centrala delen av landet, 130 km söder om huvudstaden Seoul. Den ligger i stadsdistriktet Yuseong-gu. 